# Gora Gakkelja
Gora Gakkelja (Transkription von russisch Гора Гаккеля) ist ein isolierter Nunatak im ostantarktischen Mac-Robertson-Land. Er ragt im südlichen Teil der Prince Charles Mountains auf.
Russische Wissenschaftler benannten ihn nach dem sowjetischen Ozeanographen Jakow Jakowlewitsch Gakkel (1901–1965).